# Comaserica dapsilis
Comaserica dapsilis är en skalbaggsart som beskrevs av Brenske 1899. Comaserica dapsilis ingår i släktet Comaserica och familjen Melolonthidae. Inga underarter finns listade i Catalogue of Life.